# São Martinho de Mouros
São Martinho de Mouros ist eine portugiesische Zivilgemeinde (portugiesisch: Freguesia) und gehört zum Landkreis (portugiesisch: Municípios) von Resende.
Die Gemeinde hatte am 19. April 2021 laut Angaben des INE eine Einwohnerzahl von 1333 gemeldeten Bewohnern auf einer Fläche von 14,4 km². Dies entspricht 92,5 Einwohnern pro km².

## Lage
São Martinho de Mouros liegt in Nordportugal, 115 Kilometer östlich von Porto und 390 Kilometer nördlich von Lissabon am Ufer des Flusses Douro und im Südosten am Fuße des 1122 Meter hohen Berges Fonte da Mesa. Der nächste Flughafen befindet sich in Porto.

## Geschichte

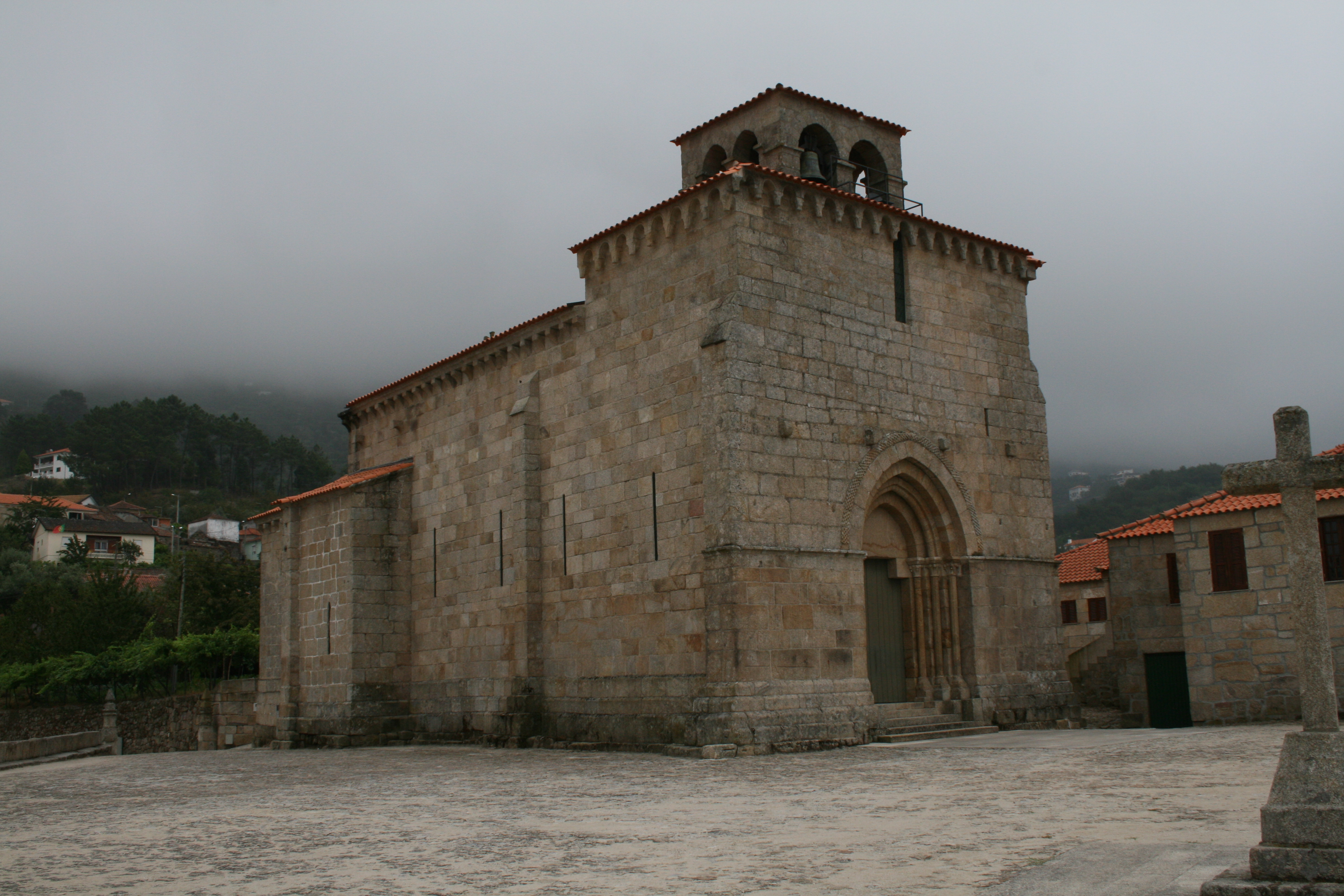
Kirche São Martinho

Der ursprüngliche Ort São Martinho ist sehr alt, existierte schon zur Römerzeit.
Nach 711 fiel das Gebiet an die Mauren, doch gelang den Christen im Rahmen der Reconquista die Eroberung unter der Führung von König Ramiro II. von León. Da dieses Gebiet zum damaligen militärischen Verteidigungsring der Mauren gehörte, der weit über Lamego bis Spanien reichte, wurde der Nachname des Ortes durch den Zusatz de Mouros (die Mauren) damals bereits ergänzt.
Es ist jedoch nicht bekannt, wann der Ort das Stadtrecht bekam.

## Ortsteile
Nachstehende Dörfer gehören heute zur Gemeindeverwaltung von São Martinho de Mouros: Santa Eulália, Silva, Cardoso, Peneda, Pontinha und Vila-Verde.